# Elecciones federales de México de 2021 en Puebla
Las elecciones federales de México de 2021 en Puebla se llevaron a cabo el domingo 6 de junio de 2021, y en ellas se renovaron los siguientes cargos de elección popular:
- 15 diputados federales. Miembros de la cámara baja del Congreso de la Unión. Quince elegidos por mayoría simple. Todos ellos electos para un periodo de tres años a partir del 1 de agosto de 2021 con la posibilidad de reelección por hasta tres periodos adicionales.

## Resultados electorales

### Diputados federales por Puebla

#### Diputados Electos
| Distrito | Candidato                      | Partido | Tipo de elección |
| -------- | ------------------------------ | ------- | ---------------- |
| 1        | Marco Antonio Natale Gutiérrez |         | Mayoría relativa |
| 2        | Fátima Almendra Cruz Pelaez    |         | Mayoría relativa |
| 3        | Esther Martínez Romano         |         | Mayoría relativa |
| 4        | Inés Parra Juárez              |         | Mayoría relativa |
| 5        | Mauricio Toledo Gutiérrez      |         | Mayoría relativa |
| 6        | Alejandro Carvajal Hidalgo     |         | Mayoría relativa |
| 7        | Raymundo Atanacio Luna         |         | Mayoría relativa |
| 8        | Odette Nayeri Almazán Múñoz    |         | Mayoría relativa |
| 9        | Ana Teresa Aranda              |         | Mayoría relativa |
| 10       | Humberto Aguilar Coronado      |         | Mayoría relativa |
| 11       | Carolina Beauregard Martínez   |         | Mayoría relativa |
| 12       | Mario Riestra Piña             |         | Mayoría relativa |
| 13       | Mario Miguel Carrillo Cubillas |         | Mayoría relativa |
| 14       | Nelly Maceda Carrera           |         | Mayoría relativa |
| 15       | Araceli Celestino Rosas        |         | Mayoría relativa |

#### Resultados
|  | 32.74 % |

|  | 18.78 % |

|  | 15.98 % |

|  | 5.58 % |

|  | 5.43 % |

|  | 5.32 % |

|  | 3.52 % |

|  | 3.15 % |

|  | 2.72 % |

|  | 2.27 % |

|  | 4.44 % |

|  | 0.09 % |

|  | 100 % |

|  | 56.23 % |

## Resultados por distrito electoral

### Distrito 1. Huauchinango de Degollado
|  | 39.85 % |

|  | 36.95 % |

|  | 10.23 % |

|  | 3.82 % |

|  | 2.24 % |

|  | 1.81 % |

|  | 5.06 % |

|  | 0.05 % |

|  | 100 % |

### Distrito 2. Cuautilulco Barrio
|  | 44.08 % |

|  | 39.66 % |

|  | 4.17 % |

|  | 3.12 % |

|  | 2.60 % |

|  | 1.78 % |

|  | 4.52 % |

|  | 0.07 % |

|  | 100 % |

### Distrito 3. Teziutlán
|  | 40.39 % |

|  | 33.36 % |

|  | 10.05 % |

|  | 5.07 % |

|  | 4.24 % |

|  | 2.10 % |

|  | 4.76 % |

|  | 0.04 % |

|  | 100 % |

### Distrito 4. Ajalpan
|  | 41.55 % |

|  | 36.33 % |

|  | 5.28 % |

|  | 4.81 % |

|  | 3.35 % |

|  | 2.75 % |

|  | 5.90 % |

|  | 0.03 % |

|  | 100 % |

### Distrito 5. San Martín Texmelucan de Labastida
|  | 44.71 % |

|  | 29.52 % |

|  | 7.56 % |

|  | 5.02 % |

|  | 4.98 % |

|  | 3.65 % |

|  | 4.46 % |

|  | 0.10 % |

|  | 100 % |

### Distrito 6. Heroica Puebla de Zaragoza
|  | 48.81 % |

|  | 39.14 % |

|  | 3.26 % |

|  | 2.41 % |

|  | 1.52 % |

|  | 1.16 % |

|  | 3.62 % |

|  | 0.07 % |

|  | 100 % |

### Distrito 7. Tepeaca
|  | 47.40 % |

|  | 29.55 % |

|  | 5.88 % |

|  | 4.60 % |

|  | 4.51 % |

|  | 3.11 % |

|  | 4.85 % |

|  | 72.47 % |

|  | 100 % |

### Distrito 8. Ciudad Serdán
|  | 40.29 % |

|  | 36.34 % |

|  | 11.77 % |

|  | 3.44 % |

|  | 2.24 % |

|  | 1.28 % |

|  | 4.60 % |

|  | 0.03 % |

|  | 100 % |

### Distrito 9. Heroica Puebla de Zaragoza
|  | 48.17 % |

|  | 42.22 % |

|  | 2.44 % |

|  | 1.85 % |

|  | 1.15 % |

|  | 0.91 % |

|  | 3.19 % |

|  | 0.91 % |

|  | 100 % |

### Distrito 10. Cholula de Rivadavia
|  | 43.03 % |

|  | 37.51 % |

|  | 5.32 % |

|  | 4.11 % |

|  | 3.71 % |

|  | 2.34 % |

|  | 3.81 % |

|  | 0.17 % |

|  | 100 % |

### Distrito 11. Heroica Puebla de Zaragoza
|  | 44.77 % |

|  | 42.49 % |

|  | 2.96 % |

|  | 2.25 % |

|  | 1.81 % |

|  | 1.56 % |

|  | 4.07 % |

|  | 0.09 % |

|  | 100 % |

### Distrito 12. Heroica Puebla de Zaragoza
|  | 52.23 % |

|  | 37.98 % |

|  | 2.77 % |

|  | 1.87 % |

|  | 1.27 % |

|  | 0.71 % |

|  | 3.08 % |

|  | 0.09 % |

|  | 100 % |

### Distrito 13. Atlixco
|  | 46.38 % |

|  | 33.65 % |

|  | 4.41 % |

|  | 4.26 % |

|  | 3.65 % |

|  | 2.87 % |

|  | 4.69 % |

|  | 0.08 % |

|  | 100 % |

### Distrito 14. Acatlán de Osorio
|  | 47.82 % |

|  | 36.16 % |

|  | 3.17 % |

|  | 2.96 % |

|  | 2.89 % |

|  | 2.53 % |

|  | 4.37 % |

|  | 0.10 % |

|  | 100 % |

### Distrito 15. Tehuacán
|  | 54.01 % |

|  | 25.76 % |

|  | 5.56 % |

|  | 4.48 % |

|  | 4.00 % |

|  | 1.20 % |

|  | 4.75 % |

|  | 0.25 % |

|  | 100 % |